# أنتونين باراك
أنتونين باراك (بالإنجليزية: Antonin Barak)‏ هو لاعب كرة قدم تشيكي ولد في عام 1994، ويلعب في كلاعب الوسط مع نادي هيلاس فيرونا ومع منتخب التشيك لكرة القدم، ويعد واحد من اللاعبين المهمين في المنتخب التشيكي الحالي.

## وصلات خارجية
- أنتونين باراك على موقع الاتحاد الدولي (مؤرشف)  (الإنجليزية)
- أنتونين باراك على موقع الاتحاد الأوربي (الإنجليزية)
- أنتونين باراك على موقع الاتحاد التشيكي (الإنجليزية)
- أنتونين باراك على موقع قاعدة بيانات كرة القدم.إي يو (الإنجليزية)
- أنتونين باراك على موقع ناشيونال فوتبول تيمز (الإنجليزية)
- أنتونين باراك على موقع Soccerway.com (الإنجليزية)
- أنتونين باراك على موقع عالم كرة القدم.نت (الإنجليزية)